# 西方寺 (仙台市)
西方寺（さいほうじ）は、宮城県仙台市青葉区大倉字上下にある浄土宗の寺院。山号は極楽山。本尊は阿弥陀如来画像軸。観蓮社良念により開基された。正式名称で呼ばれることはまれで、一般に定義如来（じょうげにょらい、じょうぎにょらい）と呼ばれる。
年間約100万人の観光客が訪れており、門前町を含む観光施設が発達している（後述）。

## 名称
一般に当寺は「定義如来」や「定義山」、あるいは親しみを込めて「定義さん」と呼ばれる。また、門前町を含めた周辺一帯は「定義」と呼ばれる。仙台市民が、正式名称の西方寺や正式山号の極楽山と呼ぶことは非常にまれ。
仙台弁の発音特性から「定義」は「じょうげ」と発音し、住所の小字も「上下」（じょうげ）である。国土地理院発行の2万5千分の1地形図の図名「定義」でも「じょうげ」と発音するとしている。戦後占領期に進駐軍が作成した map of SENDAI でも "JOGE" と表記されている。しかし、仙台弁話者以外とも常時対応すべき宮城県庁・仙台市役所・地元観光業界、あるいは、道路の案内標識では、共通語・標準語の発音にならって「じょうぎ」 (Jōgi/Jogi/Johgi) と記載している。そのため、現在の仙台市民の中では「じょうげ」「じょうぎ」の2つの発音が混在している。

## 縁起・歴史
当寺には、平重盛の重臣である肥後守・平貞能（たいらのさだよし）が、壇ノ浦の戦い後に当地に隠れ住んだとされる平家落人伝説が残る。貞能が安徳天皇と平氏一門の冥福を祈って阿弥陀如来を安置し、また改名して「定義」（さだよし）と名乗った。この「定義」を「じょうぎ」と音読みして、当地では阿弥陀如来を定義如来と称し、当地もまた「定義（じょうげ）」「上下（じょうげ）」と呼ばれるようになった。

### 年表
- 1198年（建久9年）7月7日に貞能が60歳で亡くなり、従臣達が遺言に従って墓上に小堂を建て、阿弥陀如来の宝軸を安置したという。
- 1706年（宝永3年）、従臣の子孫である早坂源兵衛が出家して観蓮社良念と称し、「極楽山 西方寺」として当寺を創立した。
- 1927年（昭和2年）、平貞能の墓所の上にある（旧）御廟をさらに覆う（新）御廟が完成。
- 1930年（昭和5年）、現在の鐘楼が完成。
- 1931年（昭和6年）、現在の山門が完成。
- 1933年（昭和8年）5月16日、仙台敬信定義講が梵鐘を寄進。
- 1986年（昭和61年）10月6日、青森ヒバのみを用いて、宮城県初の五重塔が当寺に落慶した。
- 1999年（平成11年）11月、現在の本堂が完成し、本尊を御廟（貞能堂）から移した。

## 境内
全ての施設は無料。
旧本堂地区
- 山門（北緯38度21分48.9秒 東経140度40分7.5秒 / 北緯38.363583度 東経140.668750度）
- 御廟貞能堂（北緯38度21分49.7秒 東経140度40分5.7秒 / 北緯38.363806度 東経140.668250度）
旧本堂。貞能の墓所の上に建てられた旧御廟の鞘堂として1927年（昭和2年）に現御廟が完成。
- 延命地蔵尊（昭和40年代）
- 勝軍地蔵
- 鐘楼
- 伊達家の梅
伊達邦宗[※ 1]の妻・巨梅（こうめ、1880年（明治13年） - 1962年（昭和37年）が定義参りをしたところ子宝を得たため、その御礼に奉納[7]。

裏山
- 熊野神社
- 天皇塚（連理の欅）
安徳天皇の冥福を祈って、遺品を埋めて墓標に2本のケヤキを植えたところ、やがて一本の木となった。このため、縁結びの神木として多くの若い人たちの信仰を集めている。
- 長命水（湧き水）

大本堂地区
- 大本堂（北緯38度21分54.3秒 東経140度40分4秒 / 北緯38.365083度 東経140.66778度）
貞能没後800年の平成11年（1999年）落慶
- 子育観音

庭園地区
- 五重塔（北緯38度21分54.4秒 東経140度40分10秒 / 北緯38.365111度 東経140.66944度）
昭和61年（1986年）落慶
- 庭園
- 玉手箱
- 茶室 など

## 門前町・周辺
| 順 | 2012年                   | 2010年                                          |
| -- | ------------------------ | ----------------------------------------------- |
| 1  | 松島海岸 （265万0784人） | 松島海岸 （356万8621人）                        |
| 2  | 秋保温泉 （124万0398人） | 鳴子温泉 （115万2300人）                        |
| 3  | 鳴子温泉 （105万7000人） | 秋保温泉 （108万7867人）                        |
| 4  | 鹽竈神社 （095万9000人） | 定義如来 （108万5453人）                        |
| 5  | 定義如来 （090万5615人） | 仙台城跡・瑞鳳殿・ 仙台市博物館 （098万9724人） |

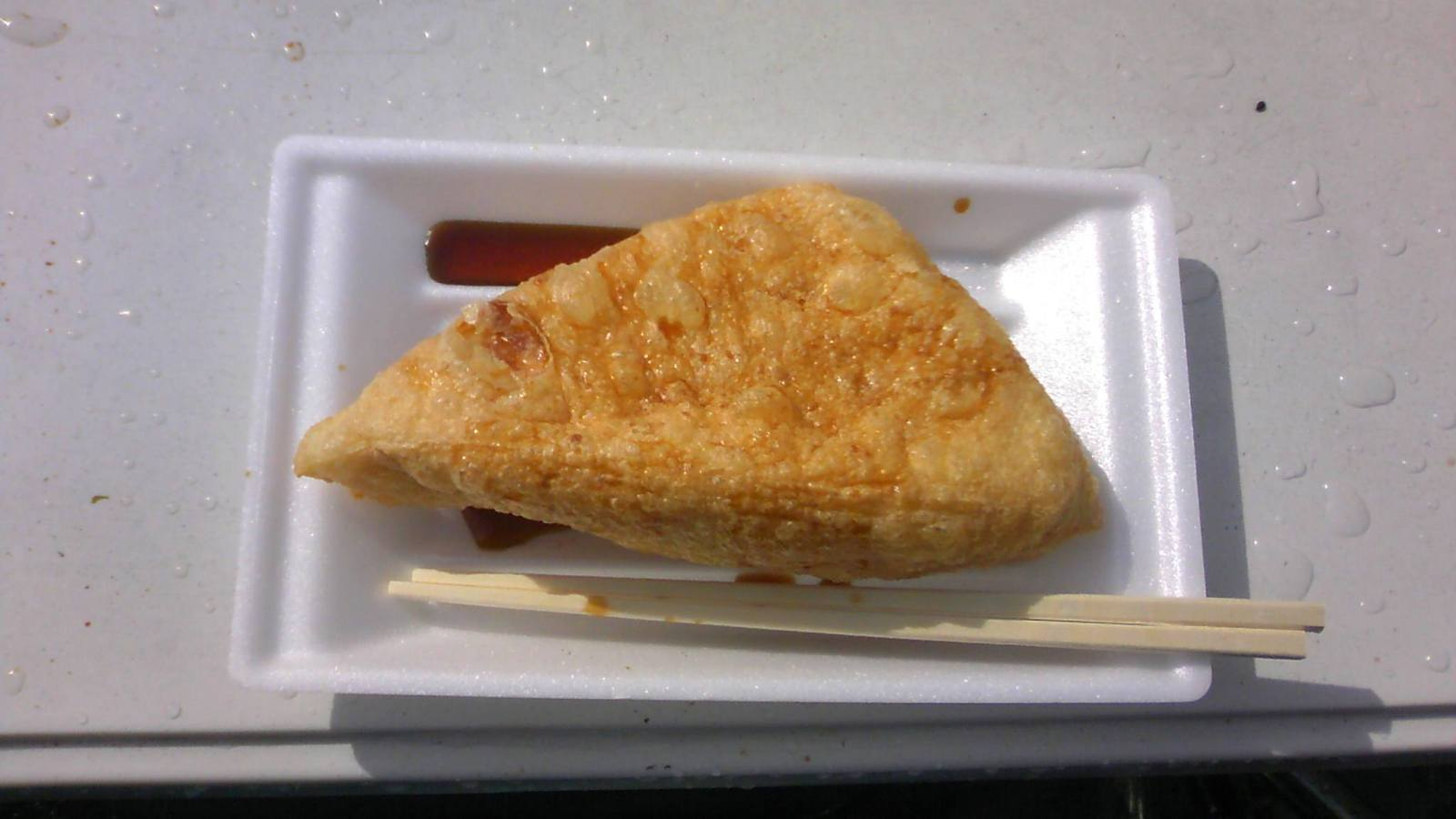
名物の三角あぶらげ

当寺は、奥羽山脈の東側、船形山系と泉ヶ岳の山裾の、大倉ダムより上流の大倉川沿いにある。明らかな山奥にあるものの、古くから参詣者を集めており、門前町には民宿が4軒もある。観光客入込数は年間100万人前後あり、宮城県内有数の観光地と言えるが、他の上位の観光地が県外客も多いのに対し、当寺は県内、特に仙台都市圏の若いカップルのデートコース、あるいは、ファミリー層のドライブコースの目的地の1つとして人気があるのが特徴である。
当寺には平家落人伝説があり、また、縁結びや安産のご利益があるとされるが、仙台では仙台四郎・仙台幸子とともに流行り神の1つであり、週末の無料駐車場は混み合い、門前町の名物「三角あぶらげ」にも行列が出来、定義こけしなどの土産物屋も観光客で賑わう。
「極楽山西方寺」に納める精進料理として、「豆腐」と一緒に「あぶらあげ」を 作り始めた。もともとの形は長方形。昔は丸鍋で揚げていたが隙間ができて非効率であったため、三角に切ったらうまく丸鍋に納まり三角形になった。
周辺は豪雪地帯であり、昭和期に定義山スキー場もあったが既に閉場。現在はオフロードを中心としたモータースポーツ施設が点在し、ラリーアートがパリダカに向けて合宿を行ったこともある。また、アウトドア施設では芋煮会シーズンには混みあう。周辺には古くからの集落のほかに、樺太（サハリン）引揚者の開拓地もある。
なお、当寺には「浄土くん」という名の公式キャラクターがおり、平面看板や立体人形として諸所に設置されている。

### 周辺観光施設
温泉
- 定義温泉（療養施設。一般客は利用出来ない）
- 作並温泉
- 秋保温泉

モータースポーツ
- 仙台ハイランド
- MOTOFIELD MASH!
- 仙台定義アウトドアスポーツパーク

その他
- ニッカウヰスキー仙台工場 宮城峡蒸溜所
- 大倉牧場
- 大倉ダム
- 泉ヶ岳
  - 七北田ダム

## アクセス
- 仙台市営バス：
  - JR仙台駅西口バスプール10番から定義行に乗車、終点下車。75分。
  - JR仙山線・陸前白沢駅から定義行に乗車、終点下車。

- 車：
  - 東北自動車道・仙台宮城ICから40分
  - 無料駐車場：普通車500台分、大型数台分。

宮城県道55号定義仙台線（定義街道）は、途中、細かく蛇行する山道を通過しなくてはならないため、現在は国道48号からアクセスするのが一般的。